# Efecto telescópico (ferrocarril)

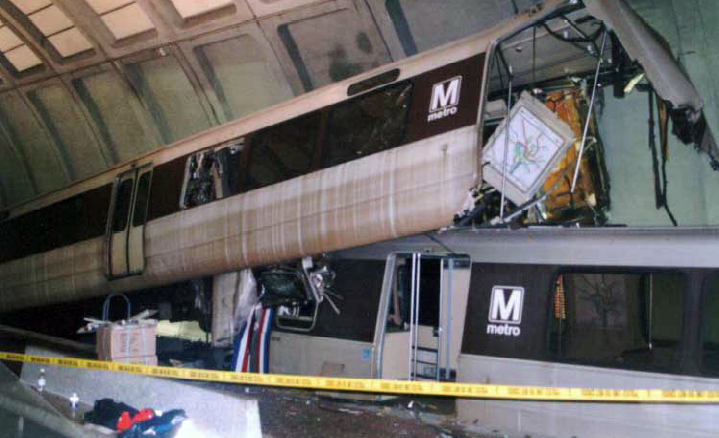
Cabalgamiento de los coches del Metro de Washington tras el accidente del 3 de noviembre de 2004 en la estación de Woodley Park

En un accidente ferroviario se produce el denominado efecto telescópico cuando la estructura de un coche hace colapsar a la de otro, cuya carrocería atraviesa. El término se deriva de la apariencia de la situación resultante: la carrocería de un vehículo parcece que haya deslizado dentro de la del otro como los tubos de un telescopio plegable. Los lados de la carrocería, el techo y el bastidor inferior del segundo vehículo son separados debido a la fuerza del impacto.
Los accidentes de este tipo pueden causar muchas muertes si los coches afectados están completamente ocupados. El coche que viaja en la parte delantera a menudo será destruido por la estructura del coche trasero, aplastando a los pasajeros que están a bordo (aunque la física del incidente puede invertir los roles de los coches). Las posibilidades de que se produzca el efecto telescópico pueden reducirse mediante el uso de deflectores de obstáculos y otros sistemas estructurales que alejen la energía del choque y los elementos afectados por el mismo de las áreas de pasajeros y de la tripulación.

## Algunos casos registrados

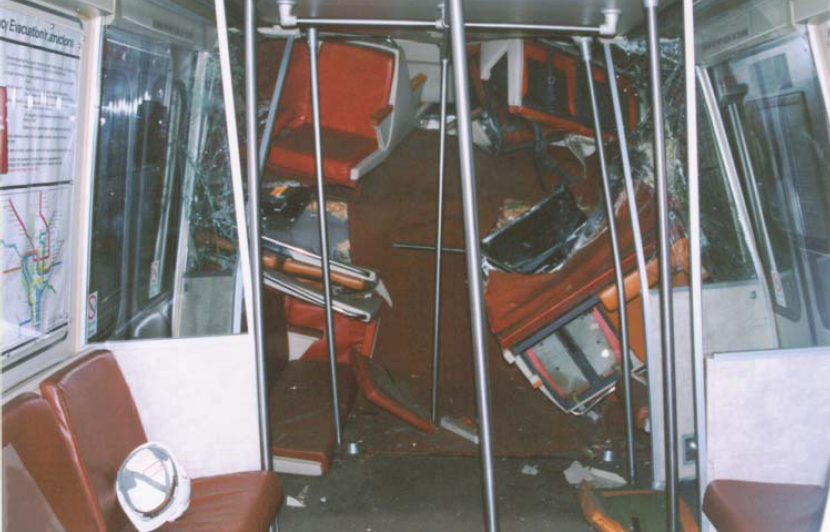
Interior del vagón 1077 del metro de Washington después de una colisión frontal. El coche sufrió un acortamiento de 34 ft del espacio disponible en el compartimiento de pasajeros (casi la mitad del automóvil) debido al efecto telescópico

Los accidentes donde se produjo el efecto telescópico son numerosos, e incluyen:
- 1864 Accidente de tren en Shohola
- 1888 Desastre de Mud Run
- 1928 Descarrilamiento de Times Square
- 1945 Accidente de tren en Míchigan
- 1947 Accidente ferroviario Camp Mountain
- 1952 Accidente ferroviario de Harrow y Wealdstone
- 1957 Accidente ferroviario de Lewisham
- 1962 Accidentes ferroviarios en Winsford
- 1970 Accidente ferroviario de Benavídez
- 1972 Accidente ferroviario de cercanías de Chicago
- 1981 Accidente ferroviario de Seer Green
- 1990 Accidente ferroviario de Ursus
- 2008 Colisión de trenes en Los Ángeles
- 2009 Colisión en el Metro de Washington
- 2012 Accidente ferroviario de Once[3]

Para reducir la posibilidad de que cabalguen unos sobre otros, los vehículos ferroviarios y de tranvía a menudo cuentan con un antiescalador: una placa con estrías horizontales en el extremo del chasis, que en caso de colisión se enganchará con el dispositivo antiescalador del siguiente coche.

## Galería
|  |  |  |